# Городское поселение Ашукино
Городско́е поселе́ние Ашукино — упраздненное муниципальное образование (городское поселение) в Пушкинском муниципальном районе Московской области России.
Административный центр — дачный посёлок Ашукино.

## География
Расположено в северной части Пушкинского района. На востоке граничит с сельским поселением Царёвское, на юге — с городским поселением Софрино, на западе — с сельским поселением Костинское Дмитровского района, на севере — с городским поселением Хотьково и сельским поселением Лозовское Сергиево-Посадского района. Площадь территории — 8732 га.

## История
В ходе муниципальной реформы, проведённой после принятия федерального закона 2003 года «Об общих принципах организации местного самоуправления в Российской Федерации», в Московской области были сформированы городские и сельские поселения.
Городское поселение Ашукино было образовано согласно закону Московской области от 8 февраля 2005 г. № 37/2005-ОЗ «О статусе и границах Пушкинского муниципального района и вновь образованных в его составе муниципальных образований».
В состав городского поселения вошли дачный посёлок Ашукино и ещё 14 сельских населённых пунктов Луговского и Талицкого сельских округов. Старое деление на сельские округа было отменено позже, в 2006 году.
6 мая 2019 года все городские и сельские поселения Пушкинского муниципального района упразднены и объединены в новое единое муниципальное образование — Пушкинский городской округ.

## Население
| 2006    | 2007    | 2008    | 2009    | 2010    | 2011    |
| ------- | ------- | ------- | ------- | ------- | ------- |
| 6962    | ↗7258   | ↗7498   | ↗7684   | ↗10 823 | ↘10 741 |
| 2012    | 2013    | 2014    | 2015    | 2016    | 2017    |
| →10 741 | ↘10 609 | ↘10 526 | ↗10 788 | ↘10 594 | ↘10 529 |
| 2018    | 2019    |         |         |         |         |
| ↘10 325 | ↘10 180 |         |         |         |         |

## Состав городского поселения
| №  | Населённый пункт | Тип населённого пункта          | Население |
| -- | ---------------- | ------------------------------- | --------- |
| 1  | Артёмово         | деревня                         | ↗38       |
| 2  | Ашукино          | посёлок, административный центр | ↗8789     |
| 3  | Василёво         | деревня                         | ↗102      |
| 4  | Володкино        | деревня                         | ↗4        |
| 5  | Герасимиха       | деревня                         | ↗20       |
| 6  | Горенки          | деревня                         | ↘8        |
| 7  | Грибаново        | деревня                         | ↘6        |
| 8  | Данилово         | деревня                         | ↗254      |
| 9  | Жилкино          | деревня                         | ↗8        |
| 10 | Луговая          | деревня                         | ↘15       |
| 11 | Мартьянково      | деревня                         | ↗6        |
| 12 | Мураново         | деревня                         | ↗224      |
| 13 | Папертники       | деревня                         | ↗15       |
| 14 | Подвязново       | деревня                         | ↗40       |
| 15 | Рахманово        | село                            | ↗141      |

## Известные уроженцы
- Галин Константин Иванович (1920—1998) — участник Великой Отечественной войны, полный кавалер ордена Славы. Родился в деревне Горенки.

## Комментарии
1. ↑  Согласно Постановлению Губернатора МО от 16.04.2003 № 88-ПГ Архивная копия от 4 марта 2016 на Wayback Machine в состав деревни включён посёлок Лесная Сказка.